# Armadillidium pilosellum
Armadillidium pilosellum är en kräftdjursart som beskrevs av Dollfus 1896. Armadillidium pilosellum ingår i släktet Armadillidium och familjen klotgråsuggor. Inga underarter finns listade i Catalogue of Life.